# Eucharia luctuosa
Eucharia luctuosa là một loài bướm đêm thuộc phân họ Arctiinae, họ Erebidae.